# Mosty Pomorskie

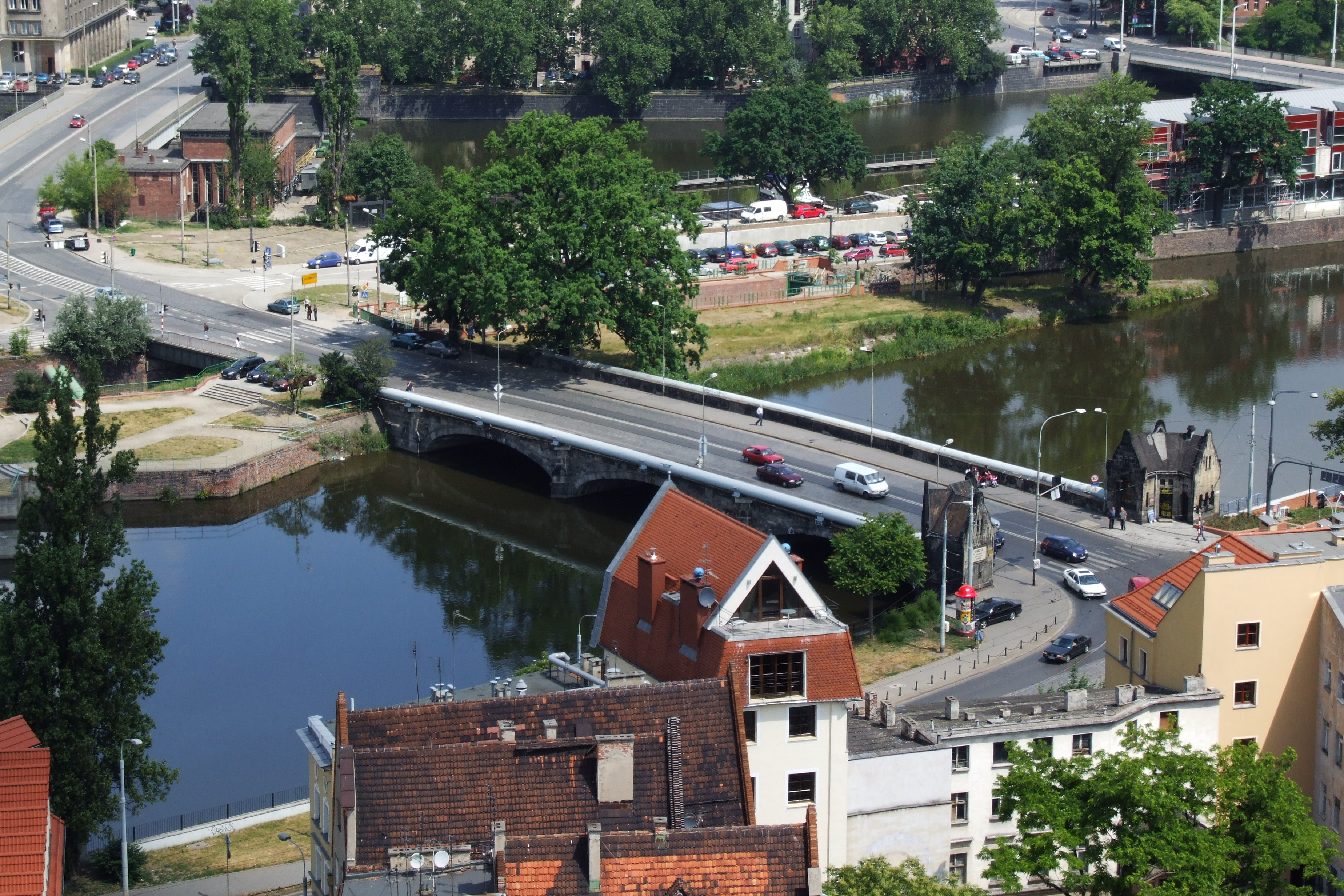
mosty Pomorskie widziane z wieży kościoła św. Elżbiety
w lewym górnym rogu – Północny
w centrum kadru – Południowy
pomiędzy nimi – środkowy

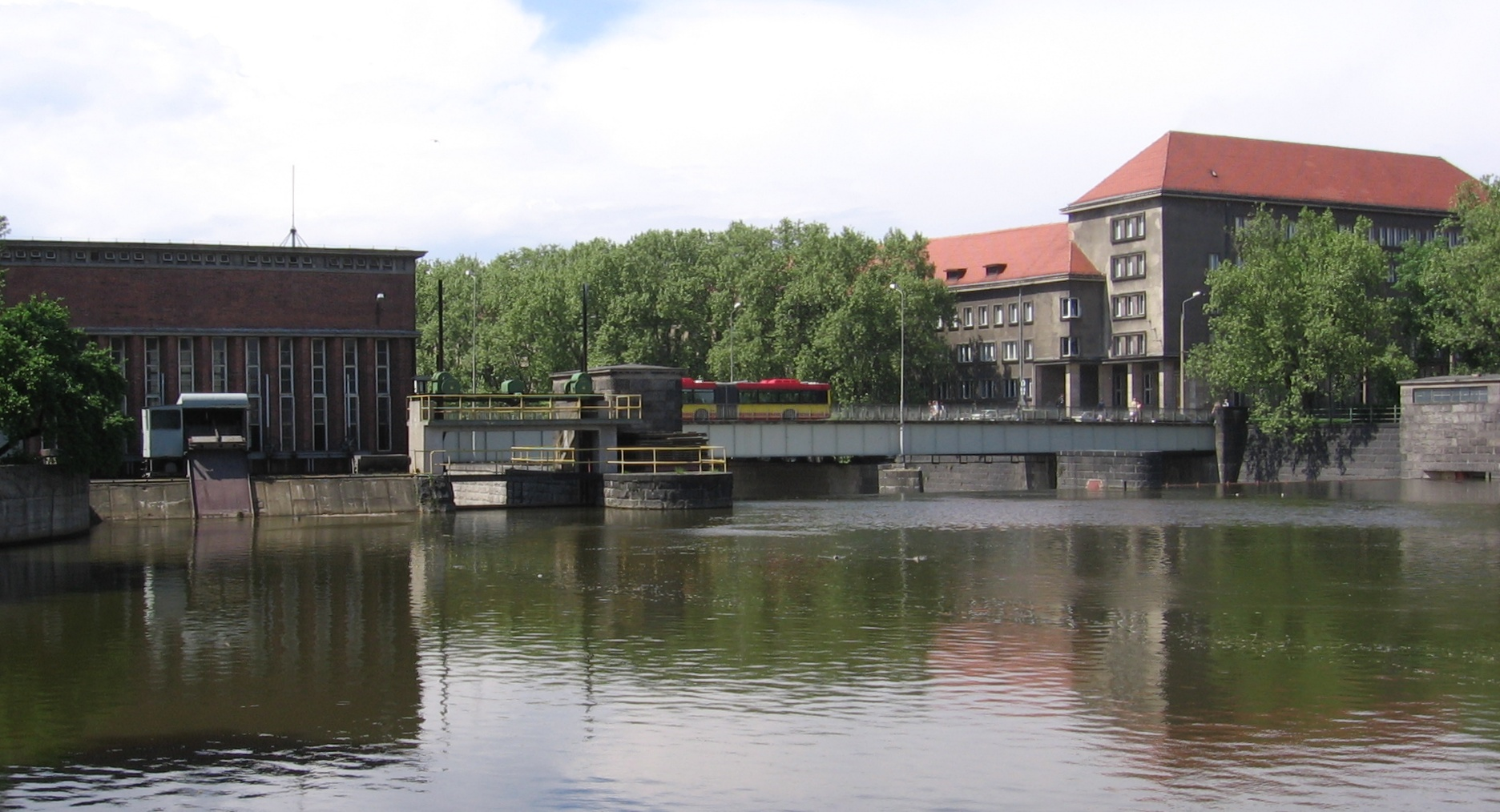
most Pomorski Północny, po lewej stronie widoczny budynek Elektrowni Wodnej Wrocław II

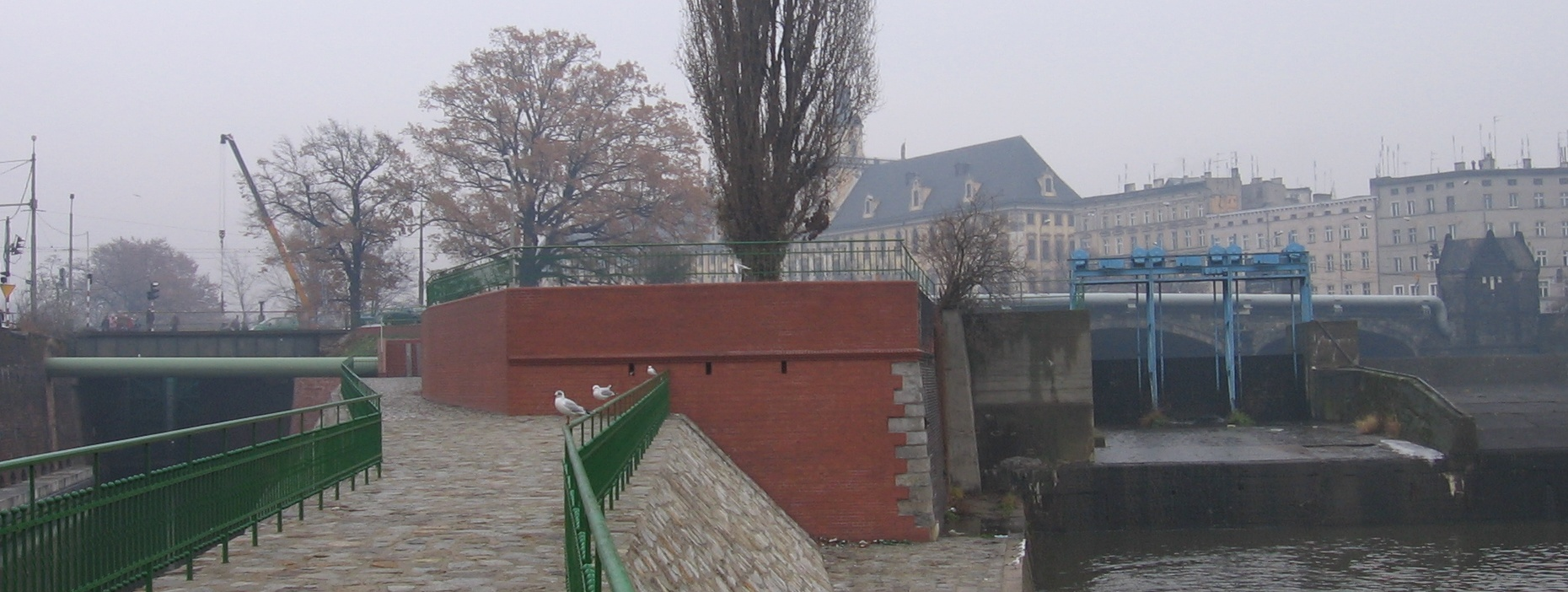
stopień wodny na Odrze południowej; w głębi po prawej most Pomorski Południowy, po lewej most Środkowy

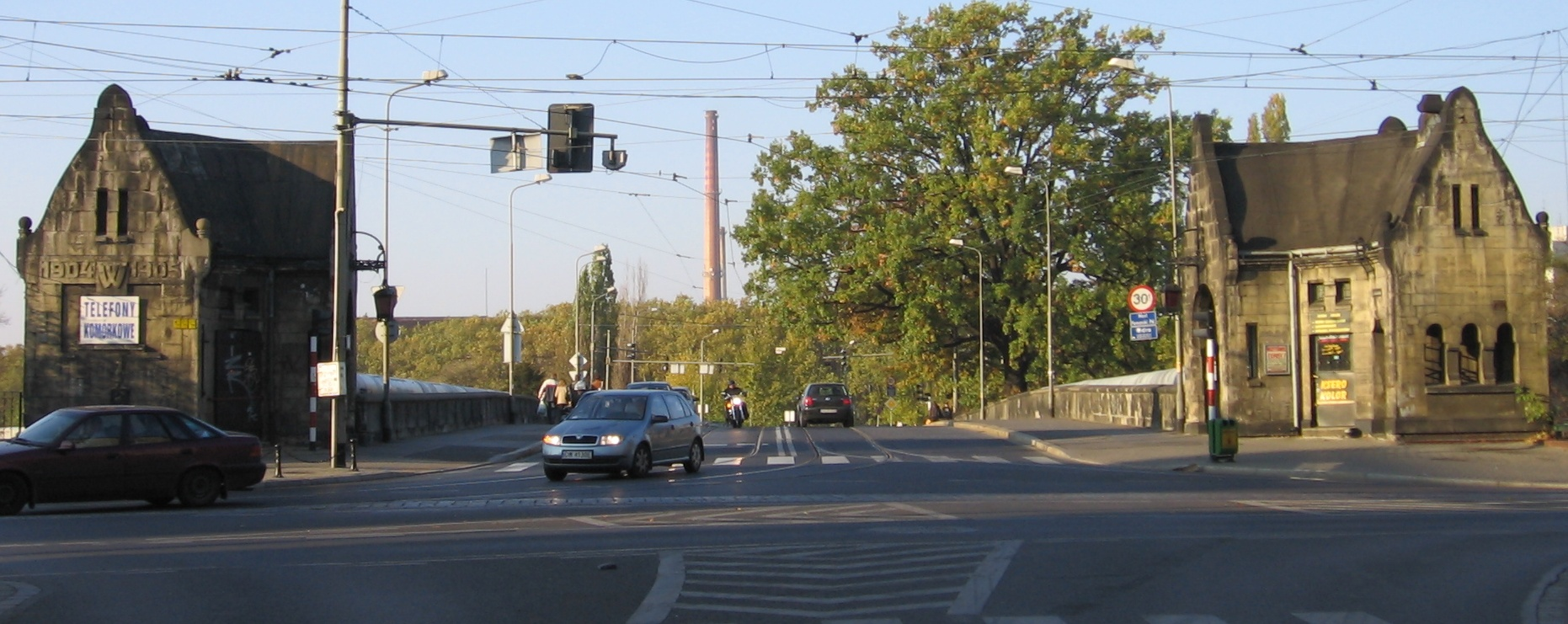
wjazd na most Pomorski Południowy – widok od ul.Odrzańskiej

Mosty Pomorskie – zespół trzech wrocławskich mostów (Północny, Środkowy i Południowy) łączących północny i południowy brzeg Odry ze znajdującą się pomiędzy nimi Kępą Mieszczańską.

## Charakterystyka
Przez całą ich długość przeprowadzona jest dwukierunkowa jezdnia szerokości od 11 do 14,4 metrów, niosąca środkiem dwutorową linię tramwajową, oraz po obu stronach jezdni dwa chodniki szerokości od 3 do 3,5 metra.
Przeprawa z południowego brzegu Odry na Kępę Mieszczańską istniała w tym miejscu już w XIV wieku i związana była z wybudowanymi tu, na południowej odnodze Odry, młynami. Aż do XIX wieku system jazów i tam, regulujący pracę znajdujących się w tym rejonie młynów, foluszy i innych zakładów przemysłowych wykorzystujących energię płynącej rzeki powiązany był z drewnianymi mostami, umożliwiającymi przemieszczanie się pomiędzy obydwu brzegami rzeki, a także dostarczanie surowców i odbiór produktów z tych młynów. Pod koniec wieku XIX system ten stał się już niewystarczająco wydolny i istniejącą w tym czasie przeprawę. przebudowano. Najpierw, w roku 1879, zbudowano krótki jednoprzęsłowy most nad śluzą przy południowym brzegu Kępy Mieszczańskiej – dziś most ten nosi nazwę mostu Pomorskiego Środkowego.
W latach 1904–1905 u wylotu ulicy Odrzańskiej przerzucono kamienny most Pomorski Południowy, dokładnie w osi mostu Środkowego. Jest to konstrukcja trójprzęsłowa, z murowanych z klinkieru łuków koszowych, opartych na klinkierowych przyczółkach i zagłębionych na ok. 4,5 m poniżej dna rzeki betonowych filarach. Filary licowane są w widocznej części okładziną granitową, zaś łuki przęseł piaskowcową. Budowniczy Karl Klimm nadał mostowi neoromańsko-secesyjną oprawę. Przy południowym przyczółku mostu, po obu stronach jezdni, ustawiono niewielkie pawilony mieszczące małe sklepiki lub zakłady usługowe; swą formą przypominają one strażnice, w których pobierano myto za przejazd mostem, choć roli strażnic nigdy nie pełniły. Koszt budowy mostu wyniósł 480 tys. marek, dalsze 90 tys. marek wydano na przebudowę skrzyżowań i dojazdów do mostu; w związku ze znaczeniem komunikacyjnym rząd dofinansował budowę ponosząc 25% kosztów. Sześćdziesięciometrowa piaskowcowa balustrada mostu była ozdobiona trzema parami wieżyczek z latarniami w osiach filarów; spotkało się to z nasiloną krytyką lokalnej prasy, w której ubolewano nad brakiem tarasów widokowych przy filarach. Wieżyczki te – pomimo że uzupełniały architekturę mostu – zostały po II wojnie światowej zlikwidowane, a później (w 1958 r.) na ich pilastrach od strony wschodniej podwieszono rury ciepłownicze, oszpecające wygląd budowli.
Most Północny, z Kępy Mieszczańskiej na północny brzeg Odry Północnej, powstał dopiero w roku 1930 nad jazem regulującym poziom wody dla zbudowanej tu pięć lat wcześniej Elektrowni Wodnej Wrocław II (Północnej). Zbudowany na podstawie projektu miejskiego radcy budowlanego Günthera Trauera most ma nitowaną stalową konstrukcję blachownicową, długość około 85 i szerokość 20 metrów. Przy okazji jego budowy przebudowano (m.in. poszerzono) most Pomorski Środkowy. Koszt całej tej inwestycji zamknął się kwotą około 2 milionów marek.
Mosty Pomorskie (w odróżnieniu od sąsiednich Uniwersyteckich) przetrwały bez większych zniszczeń oblężenie Festung Breslau w 1945 pomimo że Północny został uszkodzony bezpośrednim trafieniem bombą lotniczą. W 1953 most Pomorski Północny przeszedł remont kapitalny, a w 1984 przebudowano jego chodniki i balustrady. Kolejny remont Mostów rozpoczął się w roku 2020 i trwał do 25 stycznia 2023.

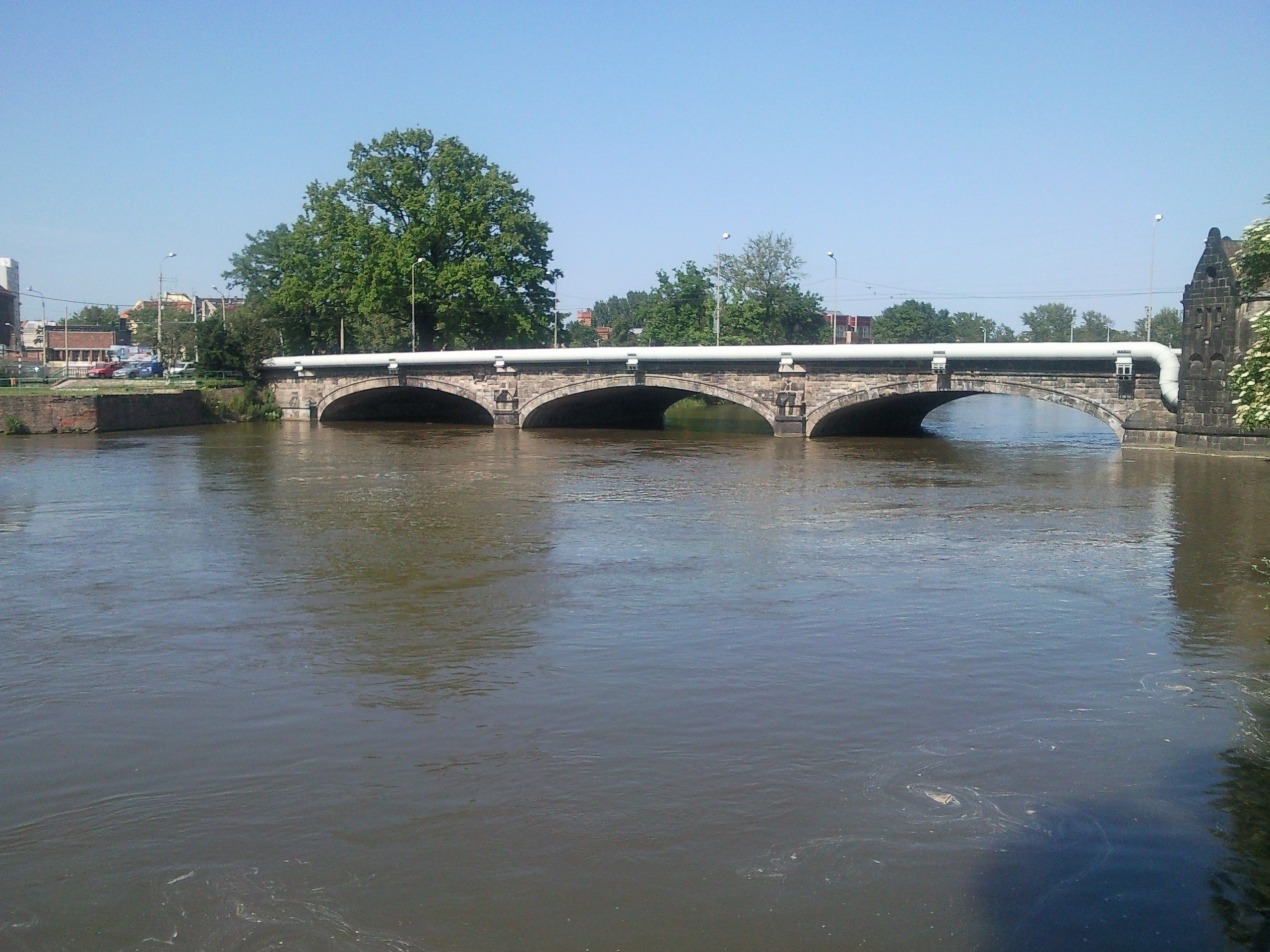
Most południowy
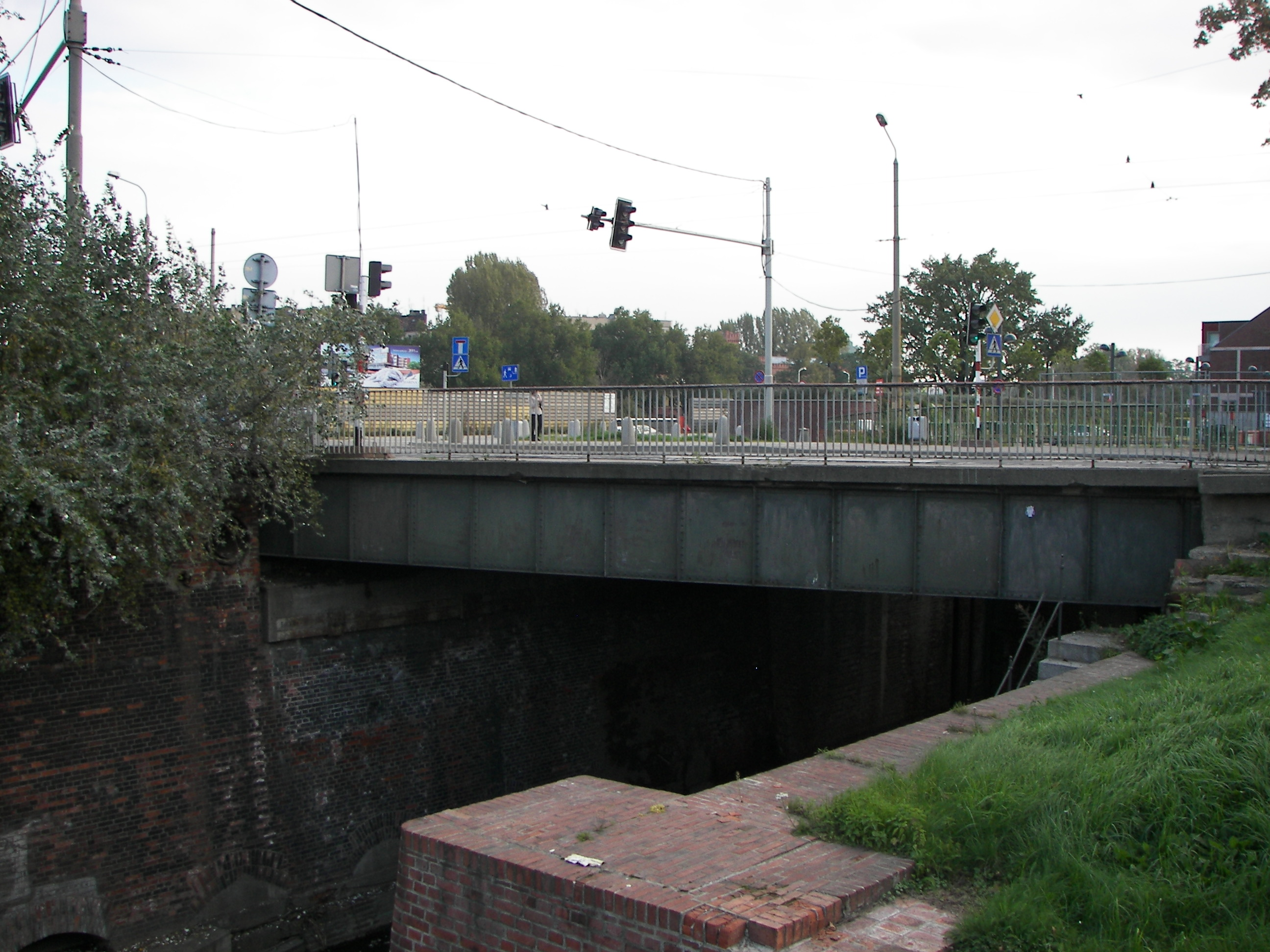
Most środkowy
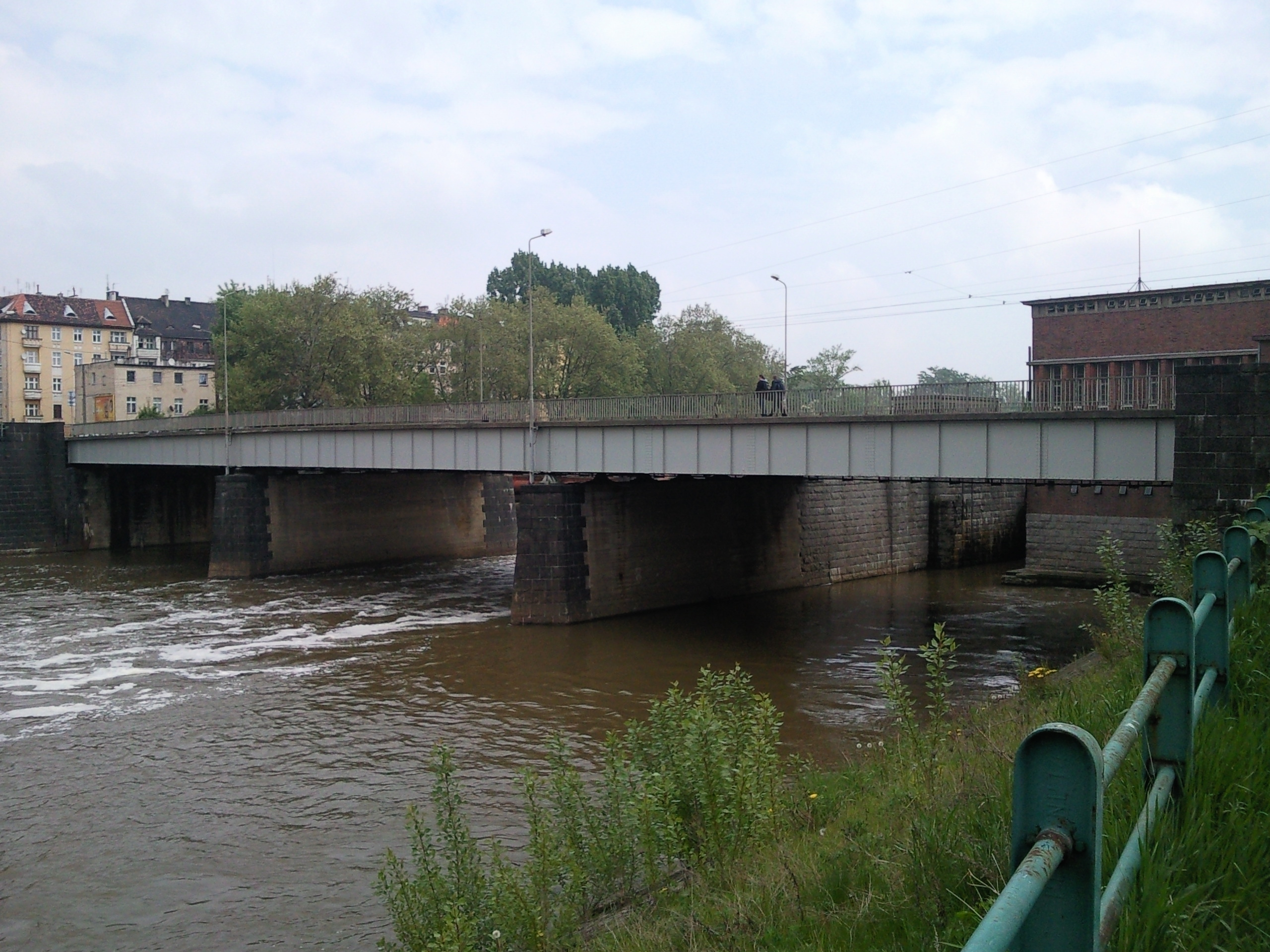
Most północny